# Петриківка
Петрикі́вка — селище в Дніпровському районі України, колишній центр Петриківського району Дніпропетровської області, Україна. Населення за переписом 2001 року становить 4 913 осіб. З 2017 року центр Петриківської селищної громади.
Відоме своїм народним мистецтвом — петриківським розписом.

## Географічне розташування
Селище міського типу Петриківка знаходиться на березі річки Чаплинка, яка через 6 км впадає в річку Оріль, вище за течією примикає село Мала Петриківка, нижче за течією примикає село Іванівка. Річка в цьому місці звивиста, утворює лимани, стариці і заболочені озера. Через селище проходять автомобільні дороги Т 0414, Т 0441 і Н31.

## Історія
За часів Нової Січі входила до складу Самарської паланки, а з 1760 року — Протовчанської паланки
За усним переказом заснував Петриківку запорозький козак Петрик.
У 1766–1775 роках Петриківка була у Протовчанській паланці.
Перенесення у 1772 році до петриківської слободи з Курилівки — одного із зимівників останнього кошового отамана Запорізької Січі Петра Калнишевського — дерев'яної церкви на честь Юрія Змієборця (Георгія Побєдоносця), деякі історики називають датою заснування Петриківки. Затоплення прибережної Курилівки змусило її мешканців переселятися у слободу Петриківку і Єлисаветівку. З часу повалення Запорозької Січі Петриківка ніколи не знала кріпацтва — їй було надано статус казенної слободи.
На його місці колись був хутір козака Петрика, від імені якого і пішла назва.
У Петриківці збереглася Церква Різдва Богородиці, побудовою якої опікувався сам Петро Калнишевський ще в 1772 році. На жаль, сьогодні ця культова споруда, що є пам'яткою архітектури України національного значення, знаходиться в доволі занедбаному стані та потребує реконструкції.
У XIX — першій чверті століття містечко було другим за кількістю мешканців населеним пунктом Новомосковського повіту та центром Петриківської волості.
За даними на 1859 рік у казенному містечку мешкало 10 819 осіб (5282 чоловіків та 5537 жінок), налічувалось 1397 дворів, існували 2 православні церкви та училище, відбувалось 3 ярмарки та базари.
Станом на 1886 рік у містечку мешкало 11668 осіб, налічувалось 1768 дворів, 3 православні церкви, синагога, богадільня, поштова станція, 29 лавок, 3 бондарні, 2 постоялих двори, відбувалось 3 ярмарки на рік.
З 1893 року при  Георгіївській церкві тут служив дияконом  Андрій Васильович Чепурківський, рідний брат відомого вченого Овксентія Васильовича Корчак-Чепурківського .
За переписом 1897 року кількість мешканців зросла до 21071 особи (10590 чоловічої статі та 10481 — жіночої), з яких 20785 — православної віри.
В 1910-1914 роках у Петриківці працював земським лікарем Микола Антонінович Кудрицький. 
В часі нацистсько-радянської війни сили ЧА відійшли 25 вересня 1941, а знову зайняли Петриківку 25 вересня 1943 року. Між цими датами Петриківка була спочатку під військовою адміністрацією тилового району групи армій «Південь», а з 1 жовтня 1942 року перейшла під німецьке цивільне управління, ставши адміністративним центром Петриківського ґебіту.
Роботи петриківських майстринь (І. Пилипенко, Н. Білокінь та ін.) — малюнки-розписи, традиційні орнаментальні композиції: квіти, гілочки, букети, фризи, панно-килимки, виконані на папері темперою, — експонувалися на Першій виставці українського народного мистецтва в Києві та Москві (1936 р.). У 1936-1941 роках у Петриківці існувала школа декоративного народного малювання, у якій композицію петриківського орнаменту викладали відома майстриня петриківського розпису, заслужений майстер народної творчості України Т. Пата та її дочка В. Кучеренко. Випускники школи працюють у різних галузях художньої промисловості, застосовуючи орнаментику петриківського розпису в оздобленні тканин, розписі порцелянового посуду, виробів з дерева тощо. З 1958 року в Петриківці відкрито цех підлакового розпису, де виготовляють скриньки й декоративні тарілки з пресованої тирси, розписані олійними фарбами. Освоєння нової технології супроводжувалося пошуками нових тем, композиційних і колористичних вирішень, засобів письма. Звернення до багатої спадщини місцевої орнаментальної культури і творче переосмислення традицій, постійне розширення асортименту[джерело?] й активний приплив у промисел молодих кадрів забезпечили успіх виробів з підлаковим розписом.
В експериментальному цеху виробляють декоративні панно, намальовані на папері яєчною темперою, точені з дерева розмальовані декоративні вази, тарілки, кухлі, цукерниці, яйця-мальовки тощо. Сформована художня школа петриківського декоративного розпису, якій притаманні енергійність письма, чітка графічність декору, яскравість барв, у наш час[коли?] вийшла далеко за межі окремого осередка і набула поширення в ряді міст і сіл України.

## Економіка
- ПМК-17 «Персонал».
- ТОВ агрофірма «Світанок».
- ТОВ «ІНТТАС ГМБХ».
- Центр народного мистецтва «Петриківка»
- ТОВ «Петриківський рибгосп».

## Населення

### Мова
Розподіл населення за рідною мовою за даними перепису 2001 року:
| Мова            | Кількість | Відсоток |
| --------------- | --------- | -------- |
| українська      | 4766      | 97.01%   |
| російська       | 135       | 2.75%    |
| вірменська      | 4         | 0.08%    |
| білоруська      | 2         | 0.04%    |
| інші/не вказали | 6         | 0.12%    |
| Усього          | 4913      | 100%     |

## Об'єкти соціальної сфери
- Школа I—III ст.
- Школа I—II ст.
- 2 дитячі садки.
- Професійно-технічне училище № 79[13]
- Будинок дитячої творчості.
- Лікарня.
- Поліклініка.
- Будинок культури.
- Музична школа.
- Художня школа.

## Пам'ятки
- Петриківський розпис або «петриківка» — українське декоративно-орнаментальне народне малярство XVIII—XXI ст. 2012 року Міністерство культури України визначило петриківський розпис об'єктом нематеріальної культурної спадщини України. 2013 року розпис було включено до Репрезентативного списку нематеріальної культурної спадщини людства ЮНЕСКО. Раніше в селищі працювала Фабрика петриківського розпису «Дружба»
- На базі центру народного мистецтва «Петриківка» створено музей етнографії, побуту та народно-прикладного мистецтва.
- За декілька км на захід від Петриківки діє етнографічний комплекс «Козацький хутір Галушківка».
- Музей Федора Панка

## Культура

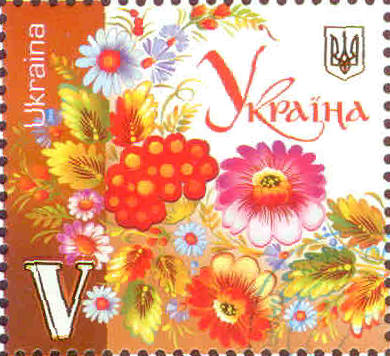
Марка, присвячена Петриківському розпису

Петриківка пишається своїм Центром народного мистецтва «Петриківка», створеним у 1991 р. Це перше підприємство в Україні, де народні майстри з найманих працівників перетворилися на співвласників. У 2005 році на 4-му з'їзді Національної Спілки художників України прийнято рішення про присвоєння колективу центру почесного звання «національного». Підприємство створює вироби з дерева з петриківським розписом на токарній, столярній та ручно-різьбленій основах з екологічно чистих, високоякісних матеріалів на базі древніх народних традицій регіону. Кожний майстер працює за власними задумами, має своє творче обличчя. Колектив об'єднує 40 провідних майстрів Петриківки, серед них 20 членів Національної Спілки художників України, 5 заслужених майстрів народної творчості України. Твори майстрів з успіхом експонувалися на виставках у Польщі, Канаді, Франції, Голландії, Німеччині, США, Японії, Китаї. Замовниками виробів є вищі органи державної влади, провідні банки та установи України.

## Історія православних храмів селища Петриківка

Петриківський розпис Федора Панка

Історія Петриківки нерозривно пов'язана з діяльністю останнього кошового отамана Запорізької Січі Петра Івановича Калнишевського. Жителі селища шанують Калнишевського за те, що саме його звернення до митрополита Київського Гавриїла стало першим писемним джерелом з історії Петриківки.
На прохання парафіян с. Курилівка 20 лютого 1772 р. кошовий отаман П. І. Калнишевський направив клопотання до преосвященного Гавриїла, митрополита Київського, про благословення на заснування Свято-Георгіївської церкви на новому місці — у с. Петриківка (Петрівка) на річці Чаплинці, "какое будучи не низкое, для ея и цвинтаря весьма способным и пристойным сыскуется… и желая в таком богоугодном деле и сами возможную им помощь подавать, к чему уже простирается и неусыпное старательство наше, потому Вашего ясне Високопреосвященства нижайше просим… на сооружение оной Свято-Георгиевской церкви в с. Петровке.
Після отримання клопотання, як писав Феодосій Макаревський, «от митрополита Киевского выдана была святительская благословительная грамота на освящение места под церковь и на самую закладку ее; по сей грамоте 23-го апреля 1773 года в слободе Петровке положено основание новой Свято-Георгиевской церкви; а 22-го марта 1775 года освящена Георгиевская церковь в новом селе Петровке, при реке Чаплынке…». Збереглися відомості про панотців, які проводили богослужіння у цьому храмі. Це — колишній 43-річний священик Свято-Георгіївської курилівської церкви Феодор Чепеліовський, родом з села Сергіївки Прилуцької протопопії, випускник Київської академії. У нього було двоє дітей. Тієї ж церкви 37-річний священик Логин Петров та 29-річний Фома Верхогляд, колишні запорозькі полкові старшини, навчені лише слов'янської грамоти.
А передісторія відкриття Свято-Георгіївської церкви в Петриківці була такою. Шістдесяті роки 18 століття стали початком так званої релігійної свободи, коли почали повертатися з-за кордону старообрядці, які за велінням уряду селилися в запорозьких землях і ставали, таким чином, сусідами військового товариства запорожців. Завдяки підтримці графа Потьомкіна старообрядці отримували пільги і щедрі обіцянки. Ситуація засмутила запорожців. Відомий катеринославський церковний діяч Феодосій Макаревський зазначав: «Под влиянием своих вожаков везде и повсюду волновался и страдал в Запорожье православный народ… страдало и скорбело вместе с народом духовенство, страдала и бедствовала за них и святая церковь Христова».
Цей трипрестольний храм славився далеко за межами селища. У вівтарі зберігалася одна з найбільших святинь петриківської землі — ікона Божої Матері з преподобними Антонієм і Феодосієм Печерськими, до якої приходили молитися парафіяни зі всієї округи. На центральному престолі храму Білої Богородиці знаходилася ікона на честь Різдва Божої Матері. Лівий престол був присвячений апостолу Андрію Первозваному, який, за легендою, приніс християнство на придніпровські землі, правий — покровителю запорозьких козаків Святителю Миколаю. Кам'яний храм білого кольору, фасад якого прикрашали колони, вражав своєю довершеною архітектурою. Поблизу церкви знаходився будинок священика. Панотець залишався чи не єдиною освіченою людиною на селі, офіційно поставленим духовним пастирем, до якого парафіяни приходили не тільки сповідатися, а й за порадами у господарстві. Відомий склад священнослужителів у 1908 р., це — священик Василь Олександрович Килимов (44 роки); диякон Георгій Савченко (29 років) та церковний староста — Костянтин Бобошко (57 років). При церкві знаходилася земельна ділянка у 33 десятини, що було характерним для XIX століття.
При Свято-Георгіївському храмі діяла церковно-приходська школа, котра знаходилася навпроти храму.
1898 рік — при Свято-Георгіївській церкві діє школа зі зразковим шкільним садом і курсами рукоділля для дівчаток. 1912 рік — училище при Свято-Георгіївській церкві 4-класне змішане, знаходиться у духовному відомстві. 1914 рік — при Свято-Георгіївському храмі однокласне училище з трьома відділеннями. Знищені влітку 1934 року православні храми Петриківки.
1. Храм святого великомученика Георгія Побідоносця, (дерев'яний) освячений і відкритий 22 березня 1775 року, стиль — козацьке бароко.
2. Храм Різдва Богородиці збудований на честь 100-річчя з Дня Перемоги у війні проти Наполеона (цегляний), будівництво було розпочато 1912 року. Храм був збудований поряд зі старою козацькою церквою Петра Калнишевського.
Прагнучи знайти вихід із складної ситуації у 1772—1774 роках в Самарському монастирі, як у центральному пункті Запоріжжя, на загальні ради збиралося духовенство, кошовий отаман Калнишевський і шановане товариство. Саме період 1772 −1774 років став часом відвідин вищезазначеними особами всіх зимівників і хуторів. Не лишилася поза увагою П. І. Калнишевського ситуація в селі Курилівці, розташованому у Дніпрових плавнях. За вказівкою кошового у Курилівці працює дві комісії: одна від запорозького коша, друга — від Старокодацького хрестового намісництва.
Не зайвим є зазначити, що у 1772 році козацькі землі спіткав великий повсюдний паводок, а влітку 1772 чума. Запорізька Січ стає головним місцем збору пожертв коштів на церкви і монастирі. В ситуації яка склалася козацтво жорстко регулювало життя православних з метою зберегти православну віру від усіх іновірців. Це в подальшому стало свідомою метою для всіх православних запорожців, основою всіх душевних помислів і бажань. Козацтво не допускало навіть близького сусідства іновірців, не кажучи вже про їх поселення в козацьких землях.
Зусиллями Калнишевського швидко множаться села, хутори і зимівники в межах вольностей запорозьких. Перший документ стосовно Петриківки був датований 20 лютого 1772 року. Це повідомлення за № 117 митрополиту київському Гавриїлу від запорозького січового війська отамана Петра Калнишевського з військовою старшиною і товариством. Дане повідомлення було написане на підставі письмового звернення ієреів Свято-Георгіївської курилівської церкви Федора Чапеліївського, Логіна Петрова і Фоми Верхогляда з прихожанами. «Владения запорожского войска село Куриловка, тою стороною Днепра не вдали его и на таком месте и на такой низине положение свое имеет, … что обыватели куриловские к тому же чрез таковы воды и большие пески и в своем хозяйстве спокойствия не находя, принуждены многие переселиться к реке Чаплинке… и просят о припослании многомощного благословения на сооружение вновь церкви при Чаплинке реке в селе, кое называться имеет Петровка».
З Рапорта до кафедральної контори від 27 травня 1773 року довідуємося про спорудження в Петриківці 23 квітня 1773 року церкви: «В кафедральную святейшего правительствующего Синода члена преосвященнейшего господина Гавриила архиепископа митрополита Киевского, Галицкого, контору нижайший рапорт». Далі повідомляється, що після видання благословительної 23 квітня 1773 року було закладено церкву в селе Петровке при реке Чаплинке, основанном взамен Куриловки.
Фундатором храму виступив сам кошовий отаман Петро Калнишевський (бл. 1690—1803 рр.), який власноручно уклав контракт з майстрами на будівництво та оздоблення храму. Уродженець с. Пустовойтівка Роменської протопопії Лубенського полку, П. І. Калнишевський пройшов шлях від козака до похідного полковника (1752—1761 рр.) й кошового отамана (1762, 1763, 1764—1775 рр.). Під час його перебування на посаді упродовж 1765—1775 рр. не тільки здійснювалася планомірна колонізація краю, але й відбувалося його духовне освоєння: Запорозький Кіш фінансував будівництво низки релігійних споруд у Присамар'ї та Приоріллі. Власним коштом Петро Калнишевський, окрім Свято-Георгіївської церкви у Петриківці, збудував Петропавлівський православний храм у Межигірському монастирі, Покровський — у Ромнах та Лохвиці. Закінчувалися роботи зі спорудження Свято-Георгіївського православного храму на кошти Калнишевського у Петриківці після зруйнування Січі, коли кошового отамана заарештували й відправили на заслання до Соловецького монастиря. В надзвичайно важких умовах ув'язнення він провів близько двадцяти п'яти років і був звільнений лише згідно з волею імператора Олександра І. Незважаючи на арешт колишнього кошового отамана, 24 квітня 1776 р. Азовський губернатор В. О. Чертков звернувся до Г. О. Потьомкіна з рапортом: «Протовчанского уезда командир артиллерии капитан Салков ко мне представляет, что… священики Логин Петров и Фома Верхогляд поданным к нему доношением просим на достроение новосооружающейся в том местечке церкви во имя Святого Великомученика Георгия (которую начал строить бьівший кошевой Калнышевский собственным своим коштом) о выдаче из его, Калнышевского имения недостающего числа денег пятисот рублей, куда надлежит без представлення не оставить». Клопотання В. О. Черткова було задоволене, завдяки чому храм було швидко зведено. Серед цінних церковних речей, які зберігалися в козацькій церкві Святого Великомученика Георгія, Д. І. Яворницький особливо виділив престол, окутий згори щирим сріблом.
Зустрічаються свідчення, що церква з Курилівки була перевезена до Петриківки на валках. Для пошуку істини звернемося до писемних джерел 18 століття.
«От духовного здешнего Правления усмотрено, что церковь оной куриловской, за крайнею обветшалостью, реставрировать уже ни как не можно». Неможливість перевезення церкви поставила питання про будівництво нової дерев'яної церкви.
У 1784 році 3 січня прихожани Свято-Георгіївського храму воїнської слободи Петриківки у зверненні до Катеринославського духовного правління пишуть «доношение»: «Церковь есть деревянная, находится во всяком благосостоянии и къ отправлению въ ней священнослужения препятствия никакого нетъ. Выстроена коштомъ бывшего войска Запорожского кошового атамана Петра Калнышевского на отведенной подъ оную земли». Прихожани повідомляють, що при церкві є три священики, диякон, два пономарі. Приходських дворів нараховується 333, у них проживає чоловіків 1325, жінок 1240. Прихожани звертаються з проханням призначити другим дияком Прокопа Савицького віком 33 роки «состояния доброго, не пяница, не убийца, у домостроительстве своем исправлен и рачителен, не клеветник, не сварлив, ни окаких худіх делах не обличен, и ни к какому худому делу, а також и расколу неподозрителен». Далі читаємо обіцянку про те, що «избранный нами кандидат Прокопий Савицкий будет довольствоваться оною землею и протчими угодіи обще с нами и добротнім от нас подаянием и от оной нашей церкви по смерть свою к другой проситься не будет, у чем и сам на сем своеручна подписался». Доношеніе подписали святогеоргиевской церкви іерей Феодор Чепеліевскій, тоей же церкви священник Логгин Петров, тоей же церкви іерей Фома Костирка, смотритель подпорутчик Иван Руденков и прихожаны со всем обществом, а вместо их неграмотных по их персональному прошению житель петриковский Герасим Михайлов, сын Лысенков, руку приложил.
Відомо що в кожному храмі важливу роль відіграє напрестольник. У Свято-Георгіївському храмі напрестольник був коштовним. На срібному напрестольнику було зазначено, що храм збудовано коштом Петра Івановича Калнишевського. На початку 20 століття у губернському місті Катеринославі з ініціативи Дмитра Івановича Яворницького проводиться Археологічний з'їзд. В трудах XIII Археологічного з'їзду (1905 рік) знаходимо підтвердження про те, що «в Петриківці в Георгіївській церкві зберігається напрестольник». На жаль, після встановлення влади більшовиків у 1919 році святиня храму — срібний напрестольник було вилучено з храму для подальшої переплавки у фонд голодуючих Поволжя.
До наших часів Свято-Георгіївський храм не зберігся: «Як громили церкву, забрали не тільки покривало із чистого срібла зі столу у вівтарі, позолочену чашу, ризи, багато інших цінних речей, а й спалили літературу і цінні історичні папери Запорозької Січі і Протовчанської паланки, списки перших жителів і перших священиків», — писав петриківський краєзнавець Іван Понежа про закриття церкви у 1930-х рр.
Відомий майстер петриківського розпису Ф. С. Панко, який у дитячі роки навчався у школі, що була через дорогу від тієї церкви, став свідком її закриття: «І коли розбирали ту церкву, руйнували там всередині, хтось приніс мені у клас гравюрку з портретом Петра Калнишевського на дереві. Дитяча пам'ять зберегла її й через 52 роки відродив, написавши портрет». Ця робота Ф. С. Панка не тільки одна з найкращих робіт цього неперевершеного автора петриківського розпису, але й одне з небагатьох зображень кошового отамана Петра Калнишевського, створене на основі автентичної пам'ятки. Нині на території, де стояла дерев'яна Свято-Георгіївська церква, побудована лікарня, а в 1990-х роках встановлено пам'ятний знак.
В 1812 р. у с. Петриківка нащадками запорозьких козаків («…тщанием священника Симона Кальченко и прихожан», — сказано в «Справочной книге Екатеринославской епархии» за 1908 р.) було збудовано церкву Різдва Богородиці, яку в народі до цього часу називають «Білою Богородицею». Заслужений майстер народної творчості Ф. С. Панко згадував у 2005 р.: "Як я допитувався у батька, в 1912 р. їй справляли сто років, тобто збудована вона в 1812 р., на честь перемоги Російської імперії над Наполеоном. У Вітчизняній війні брало участь багато колишніх козаків з Петриківки. Це ж було козацьке село, а люди зібрали гроші і побудували той храм. Він був престольним, на рік справляли три храми. Цегла трохи сипалася, її окували металом і окрасили білим кольором під народну архітектуру. Біля церкви була висока кам'яна дзвіниця. Навколо храму — орнаментована художня огорожа, викована місцевими майстрами. Ікони були написані прямо на стінах. Діди, я пам'ятаю, у дитинстві, було йдуть або їдуть підводою, зупинять вилиці, перехрестяться і далі їдуть. В 1930-ті роки Білу Богородицю закрили. Купол зняли. Був клуб, потім — зерносховище, а нині її довалюють.
Цей трипрестольний храм славився далеко за межами селища. У вівтарі зберігалася одна з найбільших святинь петриківської землі — ікона Божої Матері з преподобними Антонієм і Феодосієм Печерськими, до якої приходили молитися парафіяни зі всієї округи. На центральному престолі храму Білої Богородиці знаходилася ікона на честь Різдва Божої Матері. Лівий престол був присвячений апостолу Андрію Первозваному, який, за легендою, приніс християнство на придніпровські землі, правий — покровителю запорозьких козаків Святителю Миколаю. Кам'яний храм білого кольору, фасад якого прикрашали колони, вражав своєю довершеною архітектурою. Поблизу церкви знаходився будинок священика. Панотець залишався чи не єдиною освіченою людиною на селі, офіційно поставленим духовним пастирем, до якого парафіяни приходили не тільки сповідатися, а й за порадами у господарстві. Відомий склад священнослужителів у 1908 р., це — священик Василь Олександрович Килимов (44 роки); диякон Георгій Савченко (29 років) та церковний староста — Костянтин Бобошко (57 років). При церкві знаходилася земельна ділянка у 33 десятини, що було характерним для XIX століття.
Церковна освіта на той час.
При Свято-Георгіївському храмі діяла церковно-приходська школа, котра знаходилася навпроти храму.
1898 рік — при Свято-Георгіївській церкві діє школа зі зразковим шкільним садом і курсами рукоділля для дівчаток.
1912 рік — училище при Свято-Георгіївській церкві 4-класне змішане, знаходиться у духовному відомстві.
1914 рік — при Свято-Георгіївському храмі однокласне училище з трьома відділеннями.
Знищені влітку 1934 року православні храми Петриківки.
1. Храм Святого Великомученика Георгія Побідоносця, (дерев'яний) освячений і відкритий 22 березня 1775 року, стиль — козацьке бароко.
2. Храм Різдва Богородиці збудований на честь 100-річчя з Дня Перемоги у війні проти Наполеона (цегляний), будівництво було розпочато 1912 року. Храм був збудований поряд зі старою козацькою церквою Петра Калнишевського.
- Сайт Свято-Покровського собору

## Персоналії
- Білокінь Надія Аврамівна (1893–1981) — українська майстриня народно-декоративного розпису.
- Бєльський-Стеценко Іван Харитонович (1923–2003) — живописець-постімпресіоніст.
- Булах Олександра Несторівна (Леся Степовичка; нар. 1952) — поетеса, письменниця
- Данилейко Семен Григорович (1927–1981) — український поет.
- Кошовий Степан Львович (1921–1977) — український живописець.
- Орел Сергій Юрійович — директор Петриківського центру первинної медико-санітарної допомоги, заслужений лікар України[14].
- Панко Федір Савович (1924–2007) — провідний майстер петриківського розпису, член Національної спілки художників України.
- Пата Тетяна Якимівна (1884–1976) — член Національної спілки художників України, родоначальниця петриківського розпису.
- Пікуш Андрій Андрійович (нар. 1950) — голова правління та художній керівник Центру народного мистецтва «Петриківка», член Національної спілки художників України, Заслужений майстер народної творчості України.
- Пікуш Марія Іванівна (нар. 1954) — українська художниця, член Національної спілки художників України, 2007 року нагороджена орденом княгині Ольги 3 ступеня.
- Самарська Ганна Миколаївна (нар. 1941) — українська художниця, провідний майстер петриківського розпису та декоративного живопису, Народний художник України, член Національної спілки художників України та Національної спілки майстрів народного мистецтва України.
- Скрипник Микола Пимонович (1904–?) — український радянський мистецтвознавець.
- Соколенко Василь Іванович (1922–2018) — провідний майстер петриківського розпису, член Національної спілки художників України, Заслужений майстер народної творчості України.
- Соляник Василь Степанович (1896–?) - український археолог, музеєзнавець, учитель, реставратор, художник. Учень Д. І. Яворницького.
- Смик Прокіп Михайлович (1868-1938)  - закінчив духовну семінарію. У 1883 – вчитель у Китайгороді. 28 липня 1897 р. як учитель Мар'янівської церковно-парафіяльної школи Верхньодніпровського повіту був висвячений у диякона до Троїцької церкви с. Лихівка. У 1902 Государ Імператор після всепідданої доповіді Синодального Обер-Прокурора, згідно з визначенням Святішого Синоду,  нагородив диякона Георгіївської церкви Петриківки Прокопія Смика за 10-річну працю на ниві народної освіти срібної медалью на Олександрывській стрічці. Також служив псаломником Іоанно-Предтеченської церкви.  Розстріляний  органами НКВС у шпигунстві на користь Польщі[11].
- Гарькава Тетяна Анатоліївна (нар. 1963) — українська художниця, педагог, Заслужений майстер народної творчості України.
- Тимченко Марфа Ксенофонтівна (1922–2009) — майстер декоративного розпису, учениця Т. Пати.
- Чепурківський Федір Андрійович (1893-1937) - народився у Петриківці в родині диякона Георгіївської церкви, священник Христовоздвиженської релегійної громади с. Вовніги (1929- 1931), священик  с. Покровського Нікопольського району. Розстріляний органами НКВС за контрреволюційну діяльність.[11]
- Шулик Надія Митрофанівна (1922–1992) — українська художниця.

## Галерея

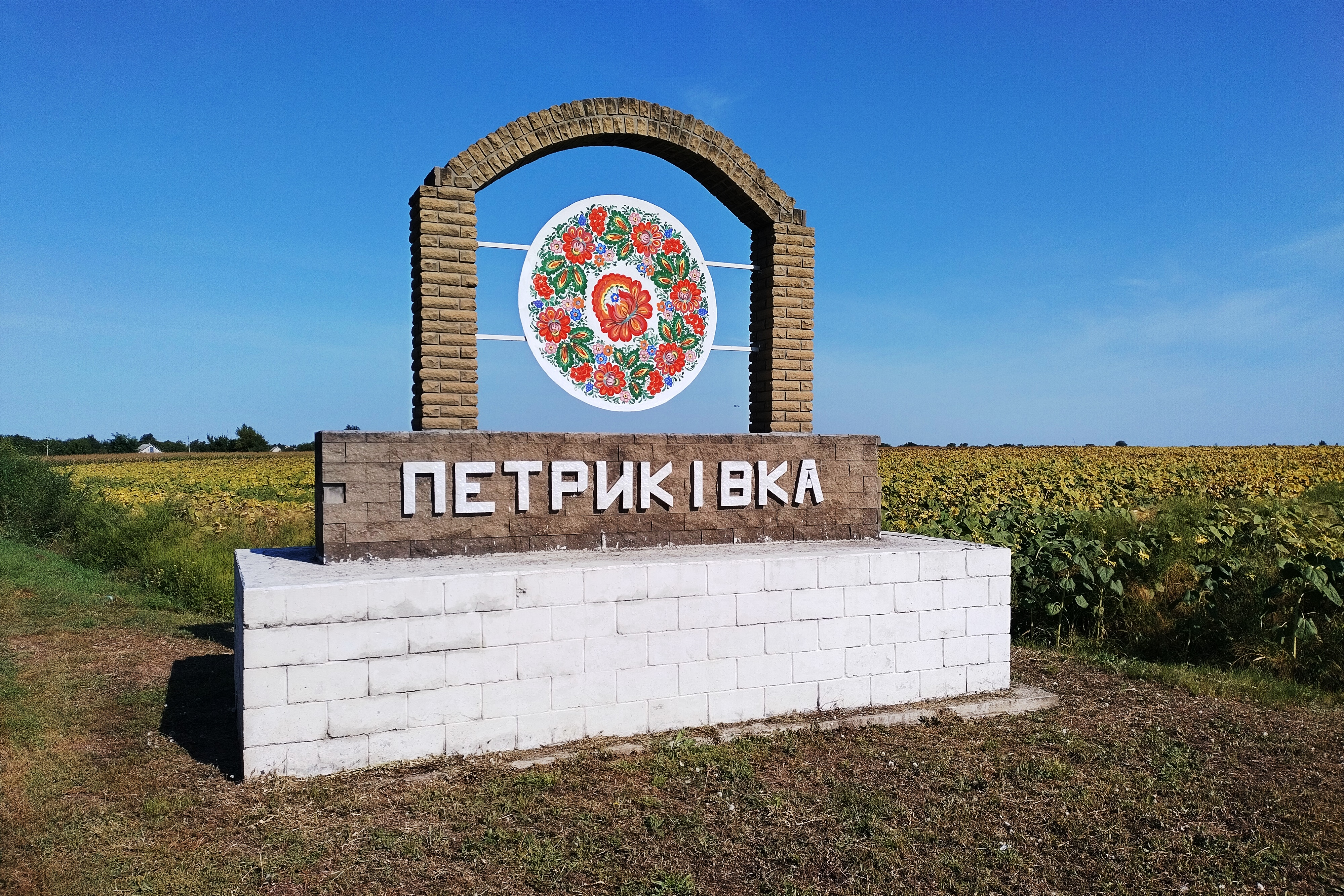
Стела при в'їзді в селище
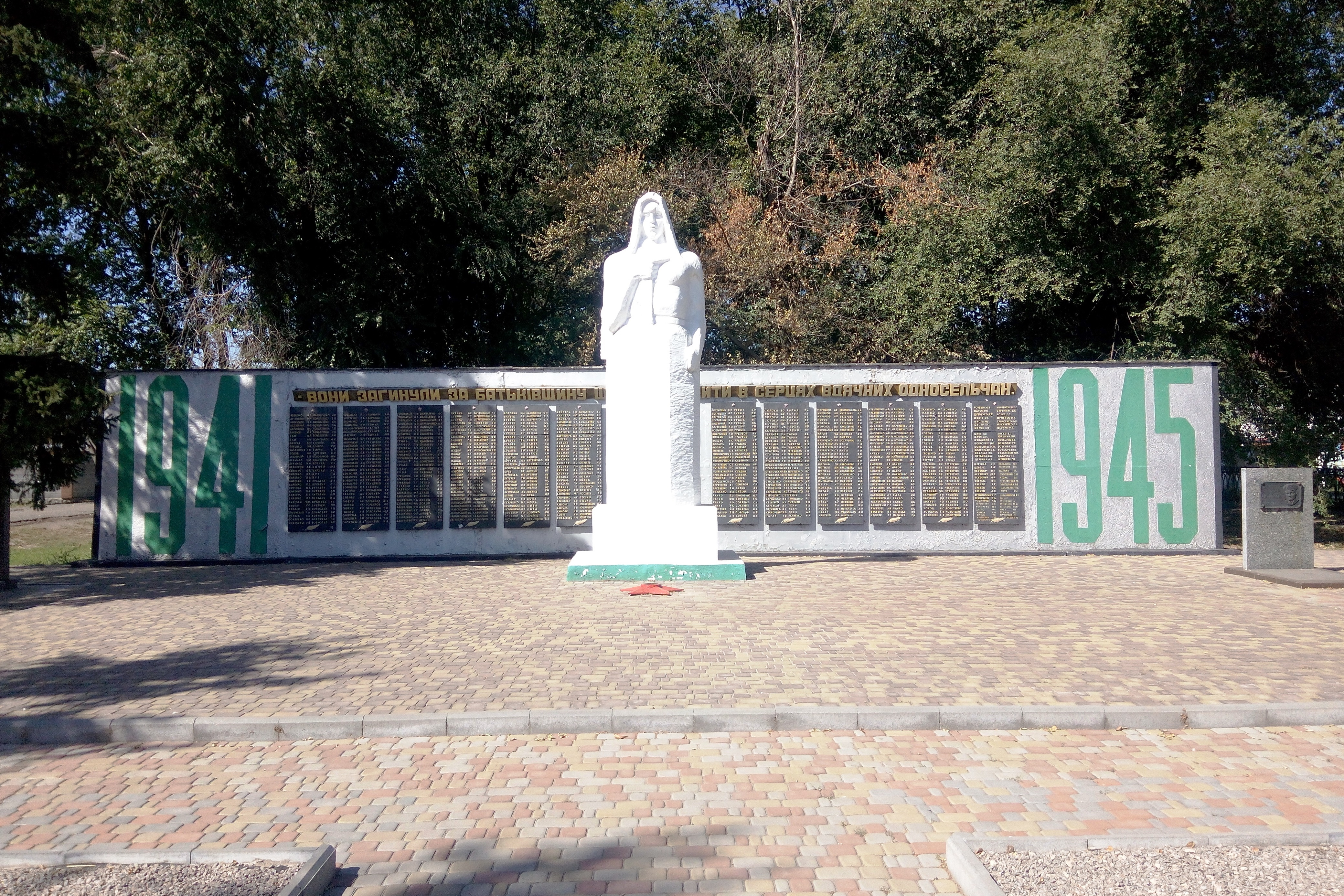
Монумент загиблим солдатам-односельцям
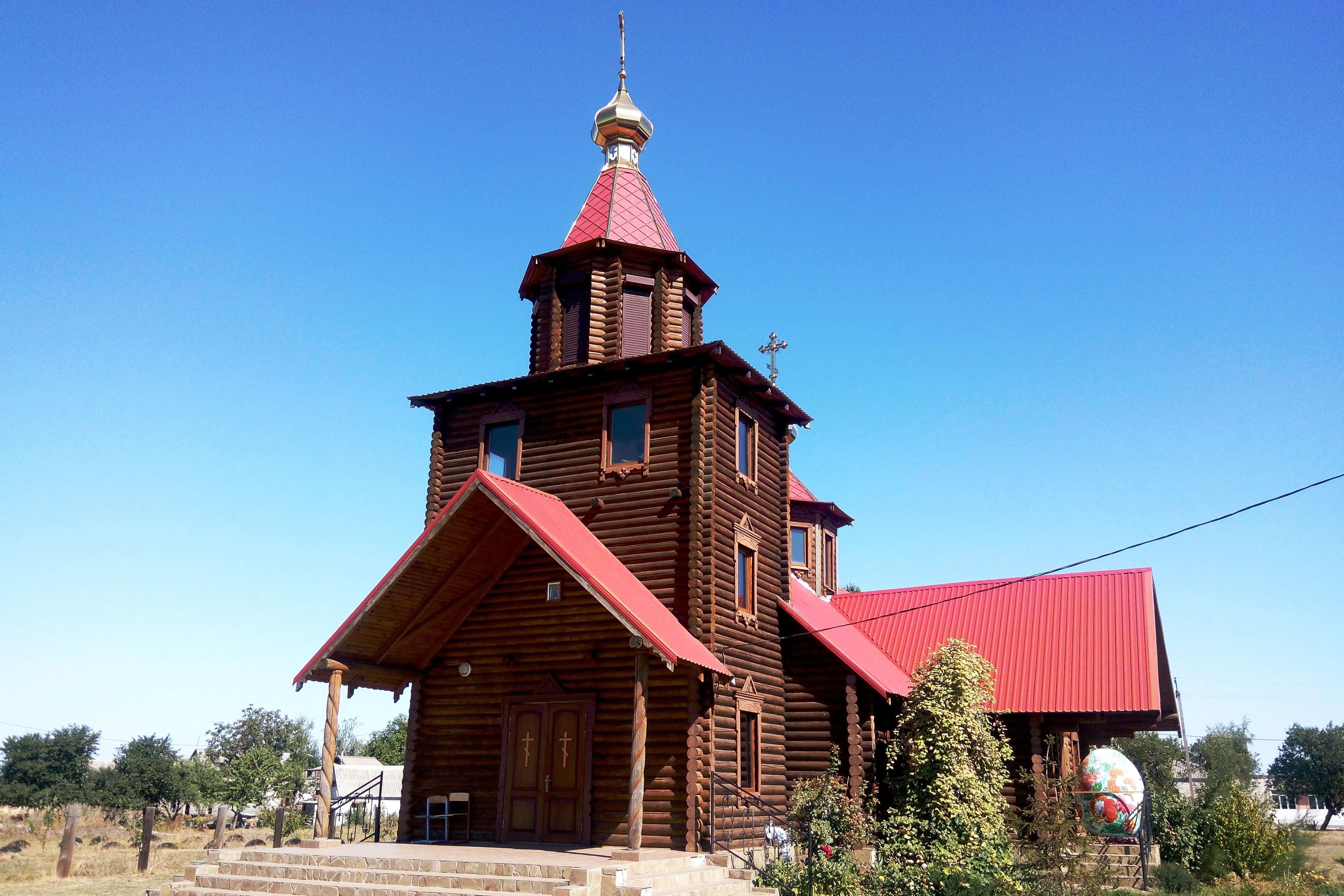
Дерев'яний храм Різдва Пресвятої Богородиці
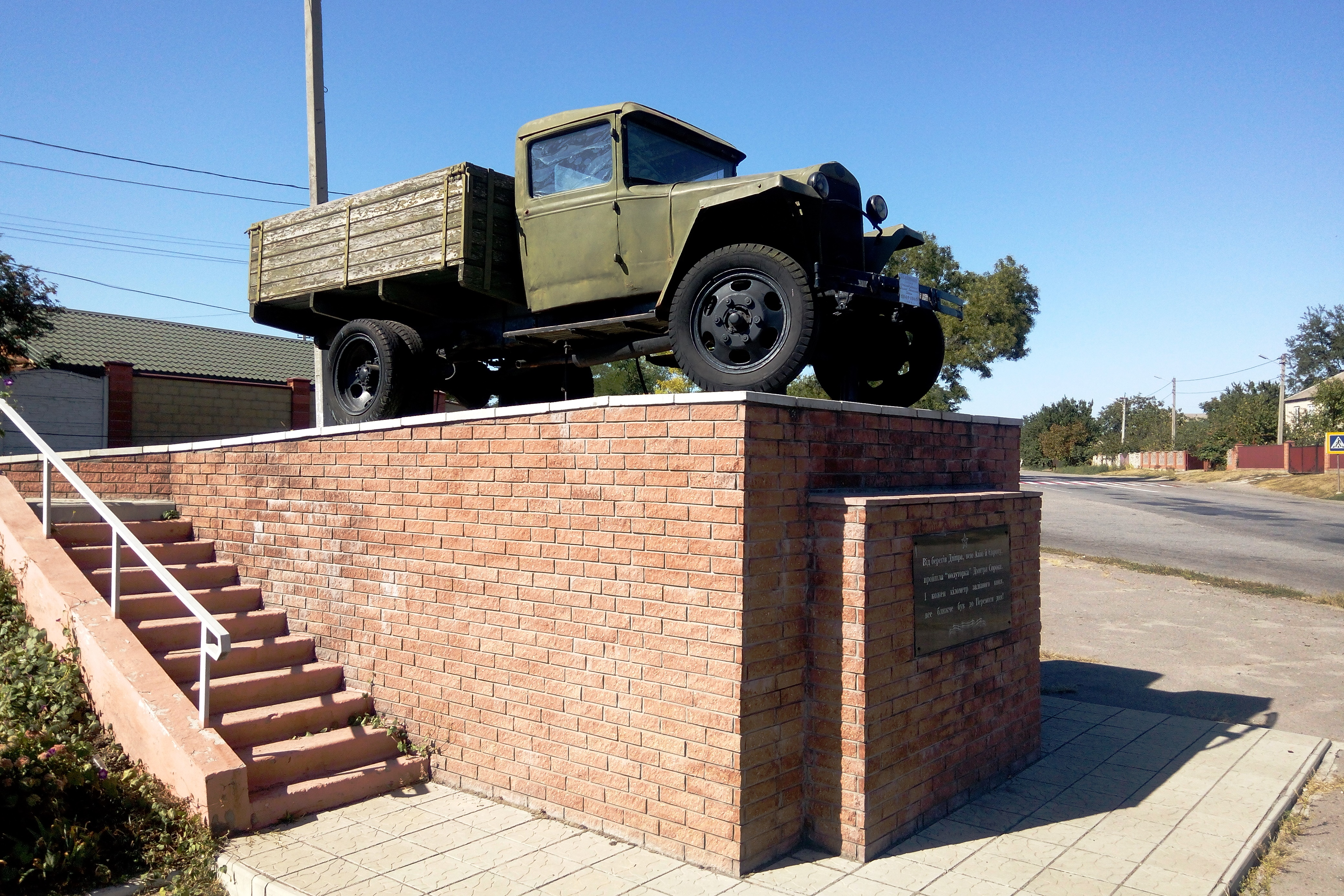
Пам'ятник військовим водіям
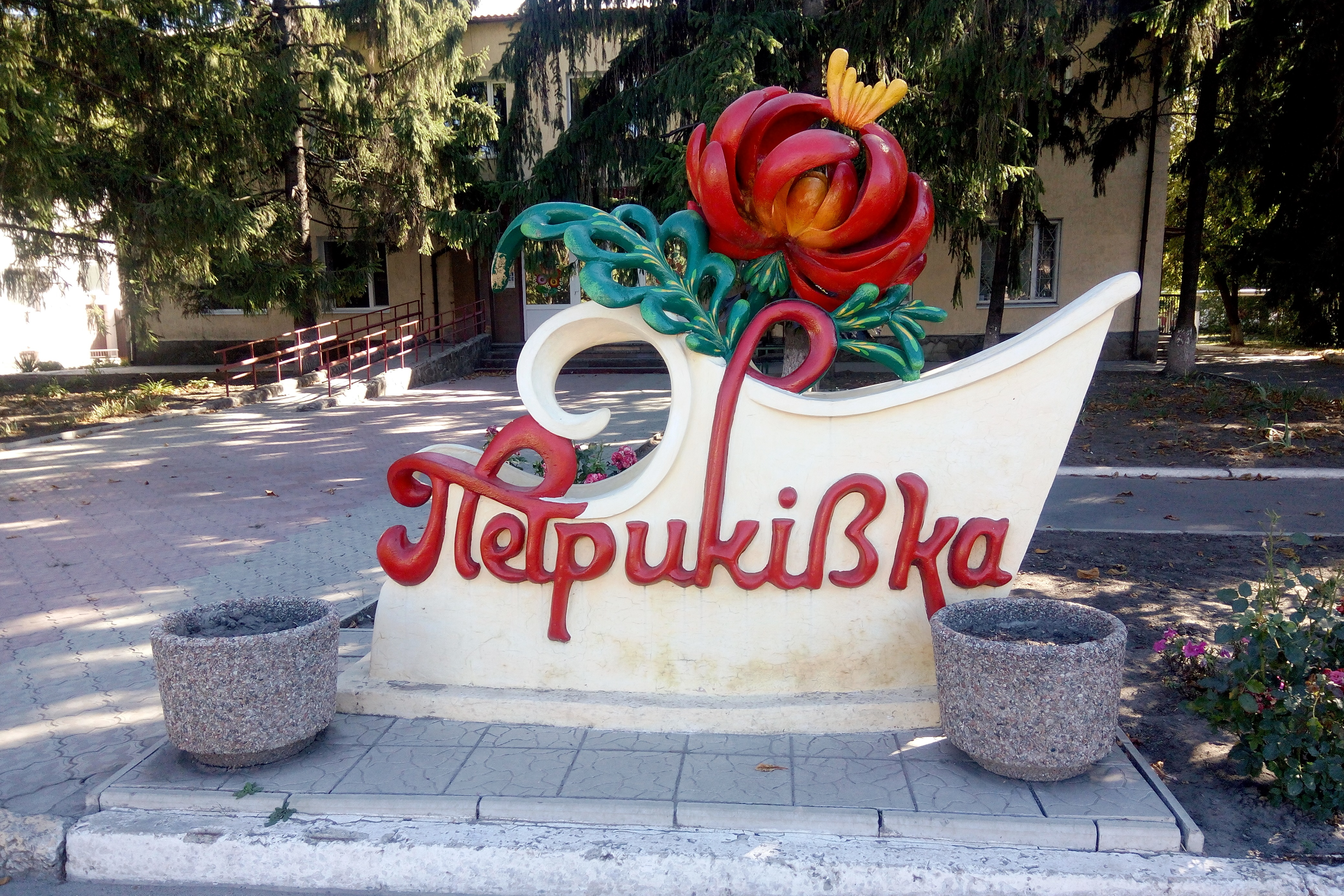
Арт-об'єкт "Петриківка"
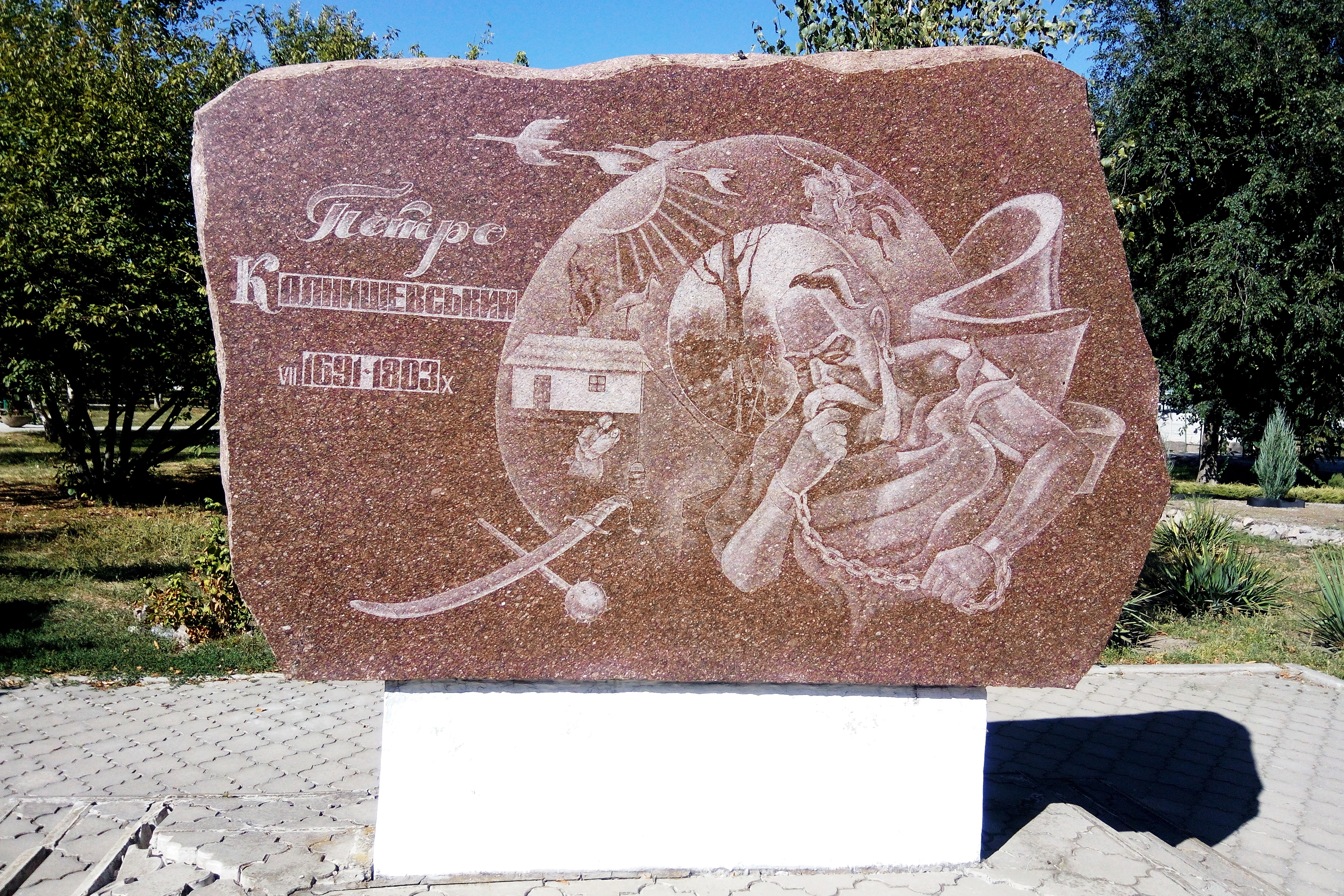
Пам'ятний знак в парку імені Калнишевського
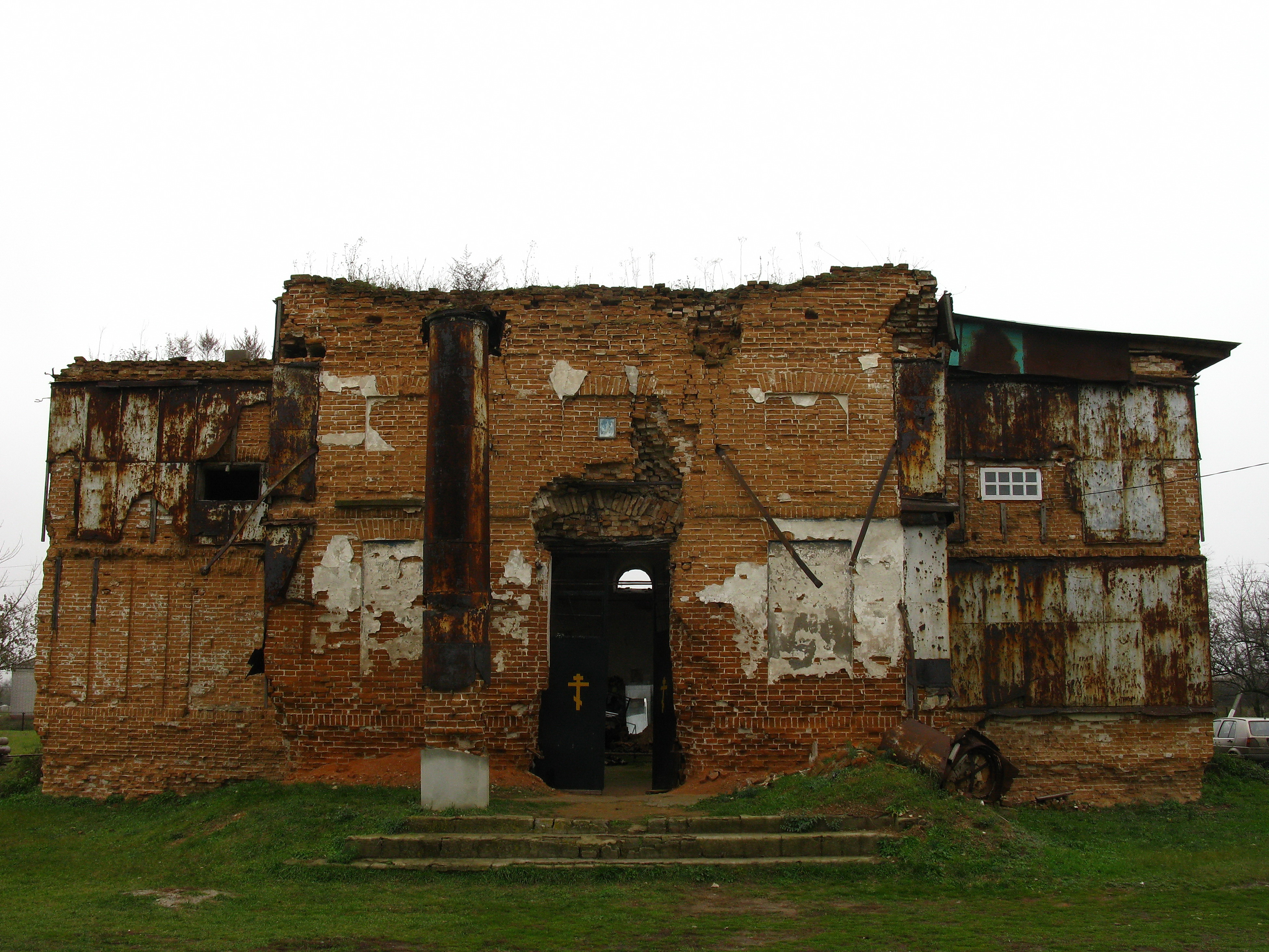
Церква Різдва Пресвятої Богородиці (Біла церква), 2009 р.
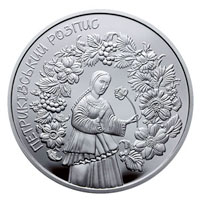
Пам'ятна монета НБУ "Петрикивський розпис" номінал 10 грн., срібло, реверс (2016 р.)
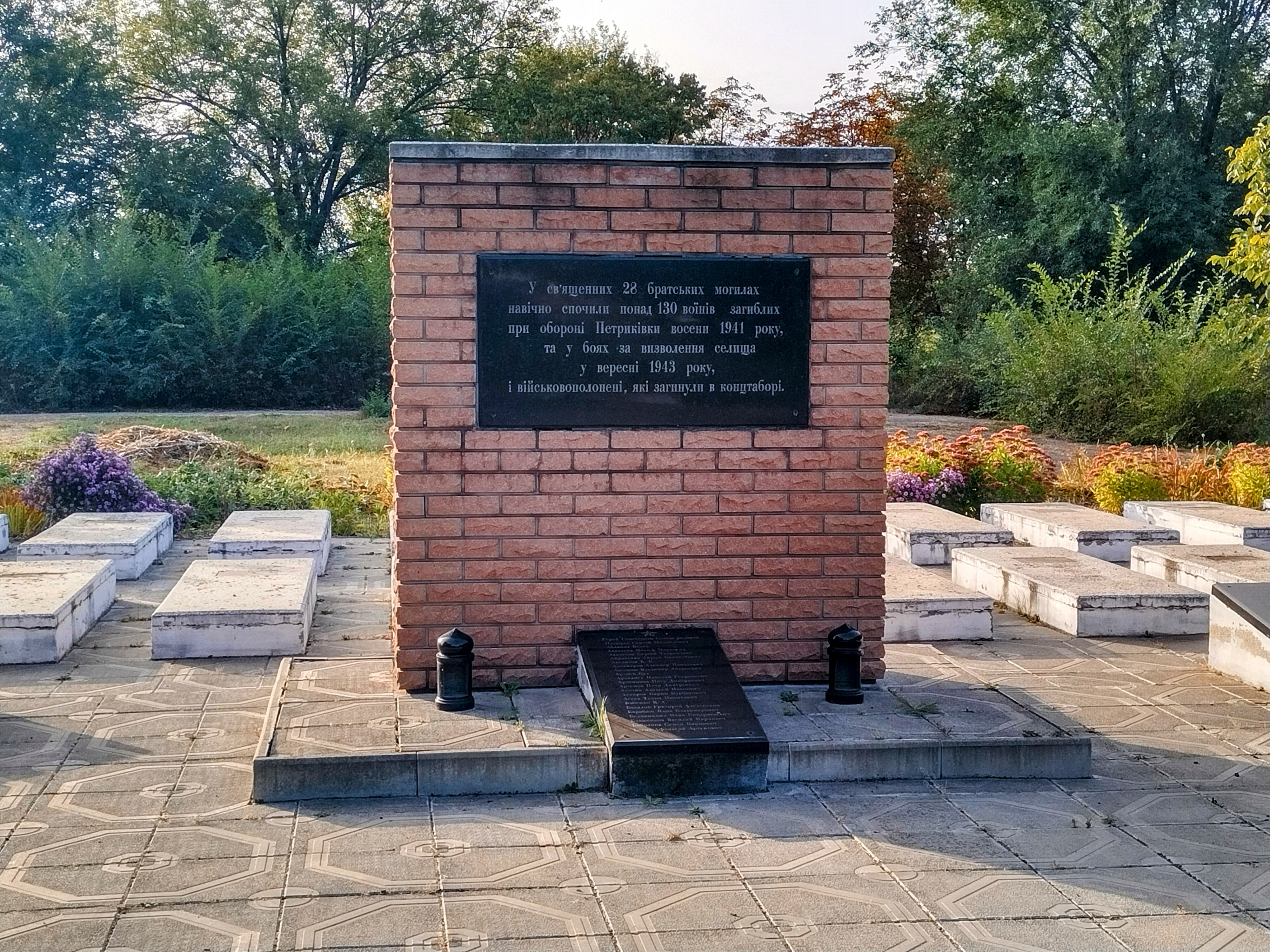
Військовий меморіал
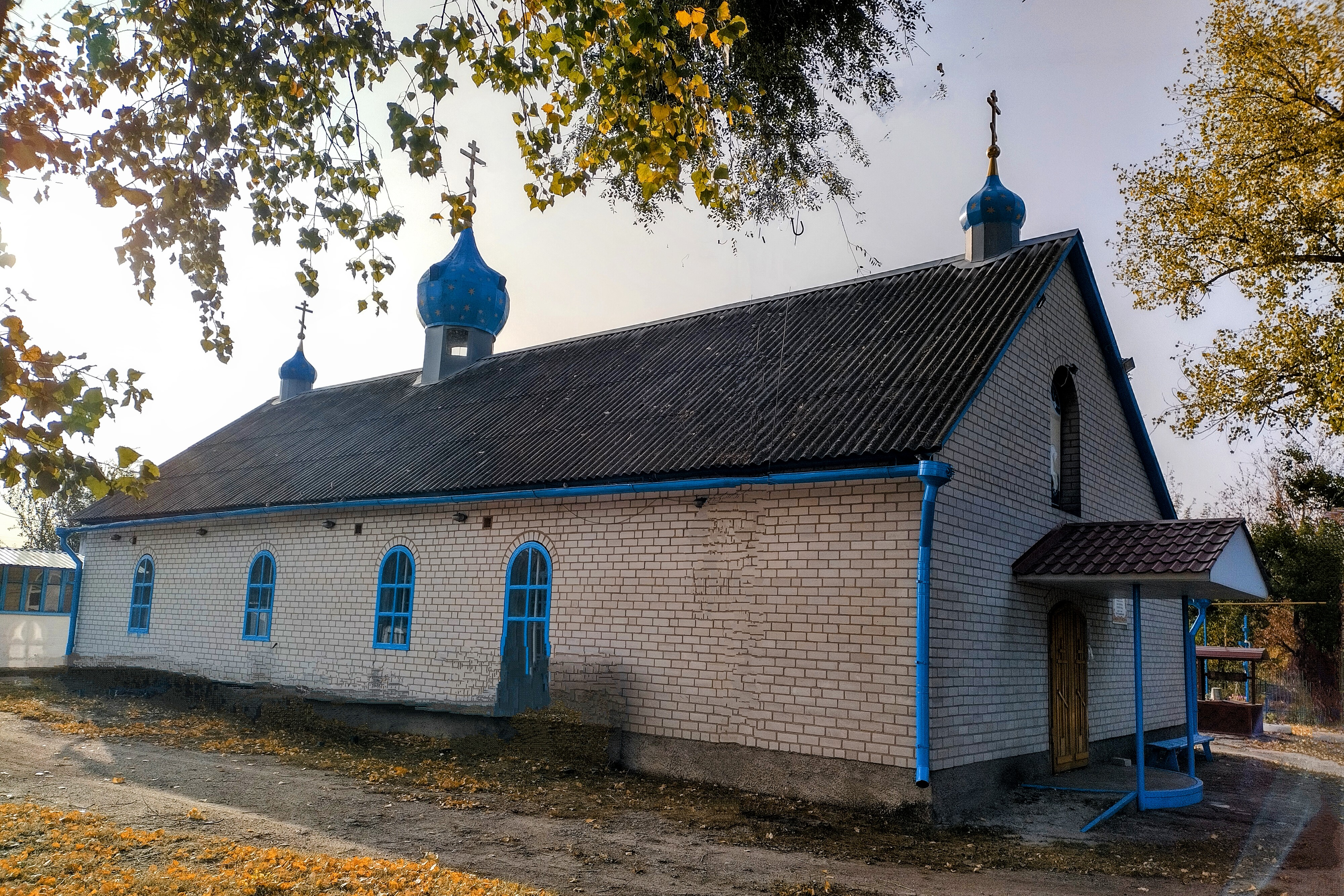
Свято-Георгіївський храм
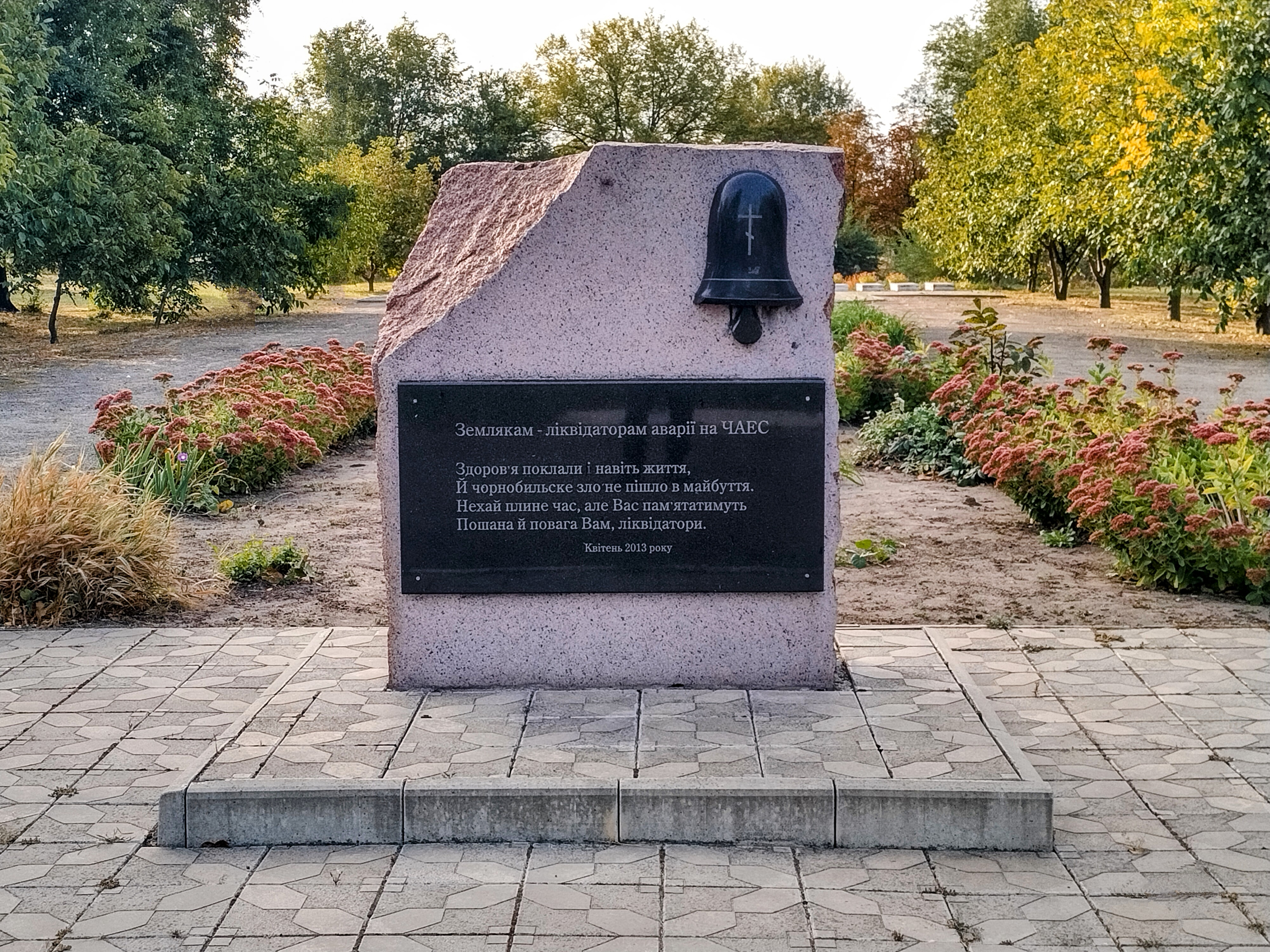
Меморіал землякам-ліквідаторам аварії на ЧАЕС
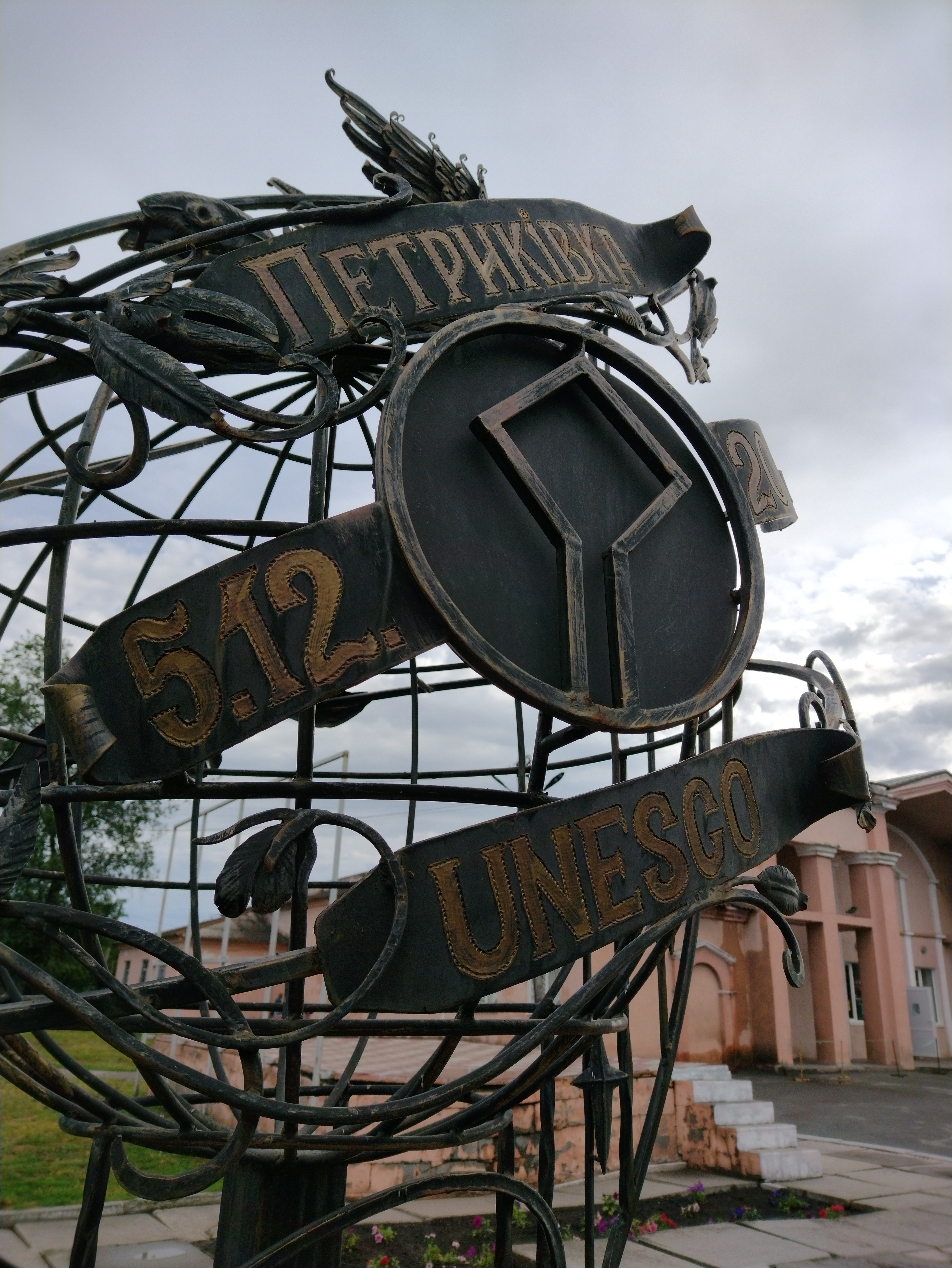
Пам'ятник ЮНЕСКО (5 грудня 2013)